# مرکز کنوانسیون هنری بی. گنزالز

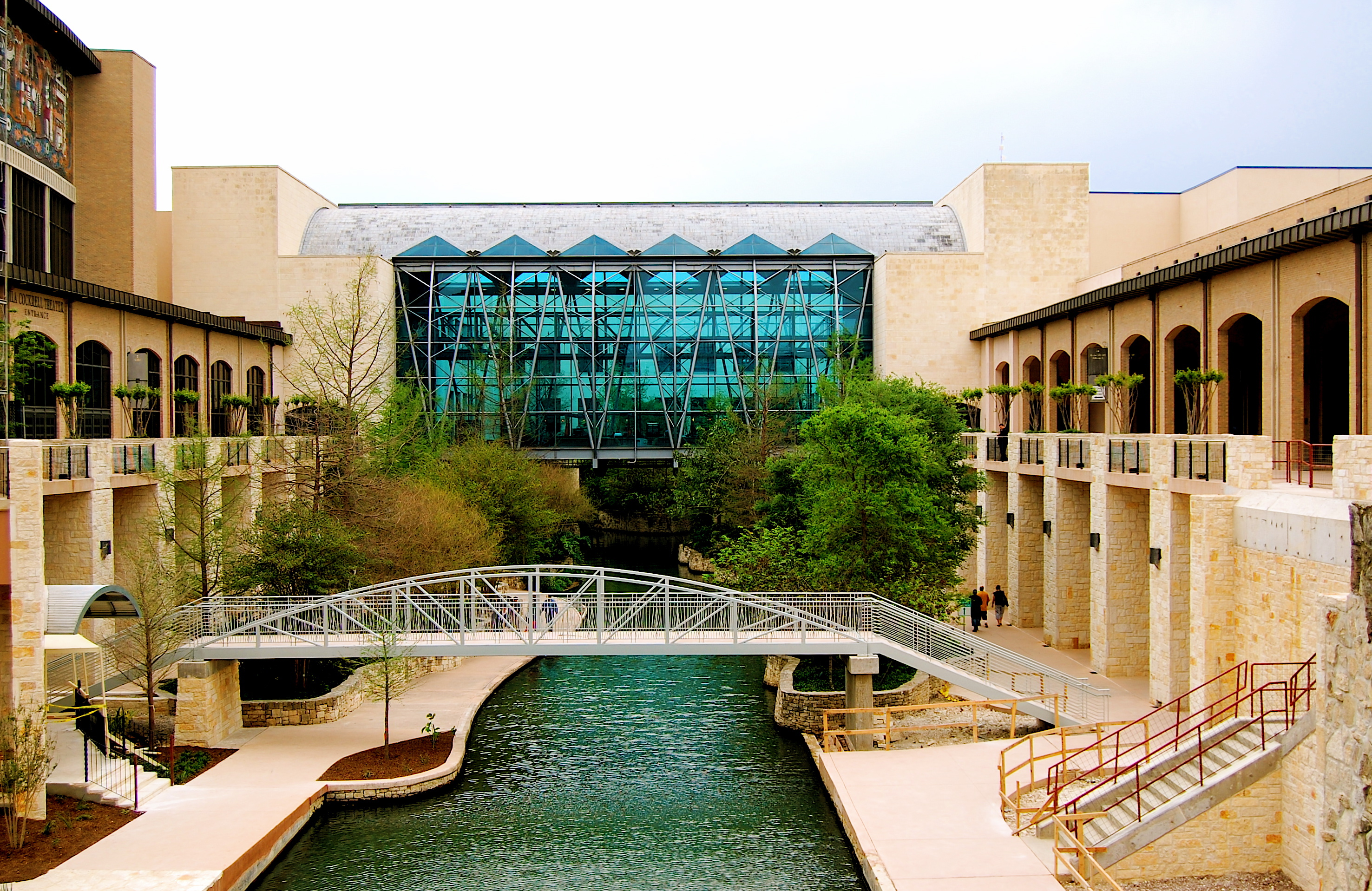
معمار: کل مونیوز آرشیتکتس

مرکز کنوانسیون هنری بی. گنزالز (به انگلیسی: Henry B. Gonzalez Convention Center) تأسیس ۱۹۶۸، بزرگترین مرکز کنوانسیون شهر سن آنتونیو است.
این مرکز ۱۲۰۷۷۴ متر مربع مساحت داشته و در مرکز شهر و در جوار ریور واک واقع است و سالانه میزبان ۴۵۰ واقعه و گردهمایی است.
از گردهمایی‌هایی که در این مکان برگزار می‌شود می‌توان سمپوزیوم سرطان پستان سن آنتونیو را نام برد. این مرکز جوایزی را از لحاظ کیفی نیز برنده شده‌است.